# أبو همام الشامي
سمير عبد اللطيف حجازي، المعروف باسمه الحركي أبو همام الشامي أو فاروق السوري (من مواليد 1977)، كان القائد العسكري لجبهة النصرة ذراع تنظيم القاعدة في سوريا. تولى رئاسة تنظيم حراس الدين في فبراير 2018، رغم أنه تم استبداله لاحقًا بأبو القسام الأردني.

## حياته
أبو همام الشامي سوري الأصل. سافر إلى أفغانستان بين عامي 1998 و 1999 ويعتقد أنه أمضى عامًا في معسكر تدريب الغرباء، الذي يديره أبو مصعب السوري. وحضر معسكر الفاروق التابع للقاعدة حيث احتل المركز الثاني في فصله. تم تعيينه لاحقًا كمدرب في معسكر الفاروق وبعد ذلك تم تعيينه أميرًا على منطقة معسكر تدريب مطار قندهار من قبل القيادي المصري في القاعدة سيف العدل.
بايع أسامة بن لادن، وصافحه بنفسه، وتولى مسؤولية الجهاديين السوريين في أفغانستان. شارك في معارك القاعدة في ذلك الوقت. عيّنه سعيد المصري للعمل في العراق قبل سقوط بغداد عام 2003. مكث في العراق «كممثل رسمي» للقاعدة لمدة أربعة أشهر قبل حرب العراق. والتقى خلال ذلك الوقت بكل من أبو مصعب الزرقاوي وأبو أيوب المصري.
وقامت المخابرات العراقية باعتقاله ونقله إلى حجز سوري، لكن السوريين أطلقوا سراحه بسرعة واستأنف عمله في العراق. في بداية حرب العراق عام 2003، تم تعيينه رئيسا عسكريا «لمكتب خدمات المجاهدين الذي كان يعمل لصالح الجهاد في العراق». وكان الزرقاوي «يرسل له رجالاً ويدربهم عسكرياً ثم يعيدهم إلى» العراق.
في عام 2005، تعرض لسلسلة اعتقالات من قبل المخابرات السورية أجبرته على الفرار إلى لبنان. ثم عاد إلى أفغانستان. في مرحلة ما عاد إلى بلاد الشام بأمر من عطية الله الليبي وفي عام 2007 اعتقل وسجن في لبنان لمدة خمس سنوات. خلال هذه الفترة تم احتجازه في سجن رومية سيئ السمعة.

## الحرب الأهلية السورية
أطلق سراحه من السجن في لبنان عام 2012 وسافر على الفور إلى سوريا للمشاركة في الحرب الأهلية السورية. انضم إلى جبهة النصرة وأصبح القائد العام لجيش جبهة النصرة. في أغسطس 2016، أفادت وسائل التواصل الاجتماعي أن الشامي أبلغ النصرة في رسالة بأنه لن ينضم إلى جبهة فتح الشام.

### العلاقات مع تنظيم الدولة الإسلامية (داعش)
في عام 2014، انخرطت جبهة النصرة في أعمال عدائية مع فصيل تنظيم القاعدة، تنظيم الدولة الإسلامية (داعش) (سابقاً القاعدة في العراق). وقيل إن الشامي قاد الجهود من أجل التفاوض على وقف إطلاق النار. والتقى بأحد نواب زعيم داعش أبو بكر البغدادي. يُفترض أن نائب البغدادي أخبر الشامي أن داعش إما ستبيد أي شخص آخر، أو ستُباد داعش نفسها. عندما اقترح الشامي أنه يمكن تسوية خلافاتهما في محكمة شرعية مشتركة، رد نائب البغدادي بأنهم سيرفعون خلافاتهم إلى محكمة شرعية عندما ينتهي القتال حتى الموت.
توسطت جبهة النصرة أخيرًا في وقف إطلاق النار مع داعش، عندما التقى الشامي بأبو عمر الشيشاني، القيادي الشيشاني في داعش. قبل أن يتم التصديق على الصفقة، فجر داعش سيارة مفخخة. من المفترض أن يكون القصف قد أوقف عملية السلام.

## إشاعة وفاته
في 5 مارس 2015، زعمت وسائل الإعلام الرسمية السورية أن الشامي قُتل في عملية للجيش السوري في محافظة إدلب. ومع ذلك، أفادت مصادر أخرى، بما في ذلك المرصد السوري لحقوق الإنسان، أن الشامي قُتل في غارة جوية لقوات التحالف بقيادة الولايات المتحدة. لم يتم تأكيد وفاته رسميًا من قبل البنتاغون أو جبهة النصرة. تم إثبات صحة التقارير المتعلقة بوفاة الشامي بأنها خاطئة عندما أُضيف إلى قائمة المطلوبين لبرنامج المكافآت من أجل العدالة الصادرة عن وزارة الخارجية الأمريكية في 12 سبتمبر 2019.